# سهیل شاهین
سهیل شاهین (پشتو: محمد سهیل شاهین) سیاستمدار، روزنامه‌نگار، سفیر، نویسنده اهل افغانستان است و هم‌اکنون سخنگو خارجی طالبان مستقر در قطر است. او پیش از الحاق به طالبان در نشریه کابل تایمز به زبان انگلیسی می‌نوشت.
سهیل شاهین در دی ماه ۱۴۰۳ توسط حکومت طالبان به سمت سرپرست سفارت افغانستان در دوحه منصوب شد. او جانشین نعیم وردک خواهد شد.

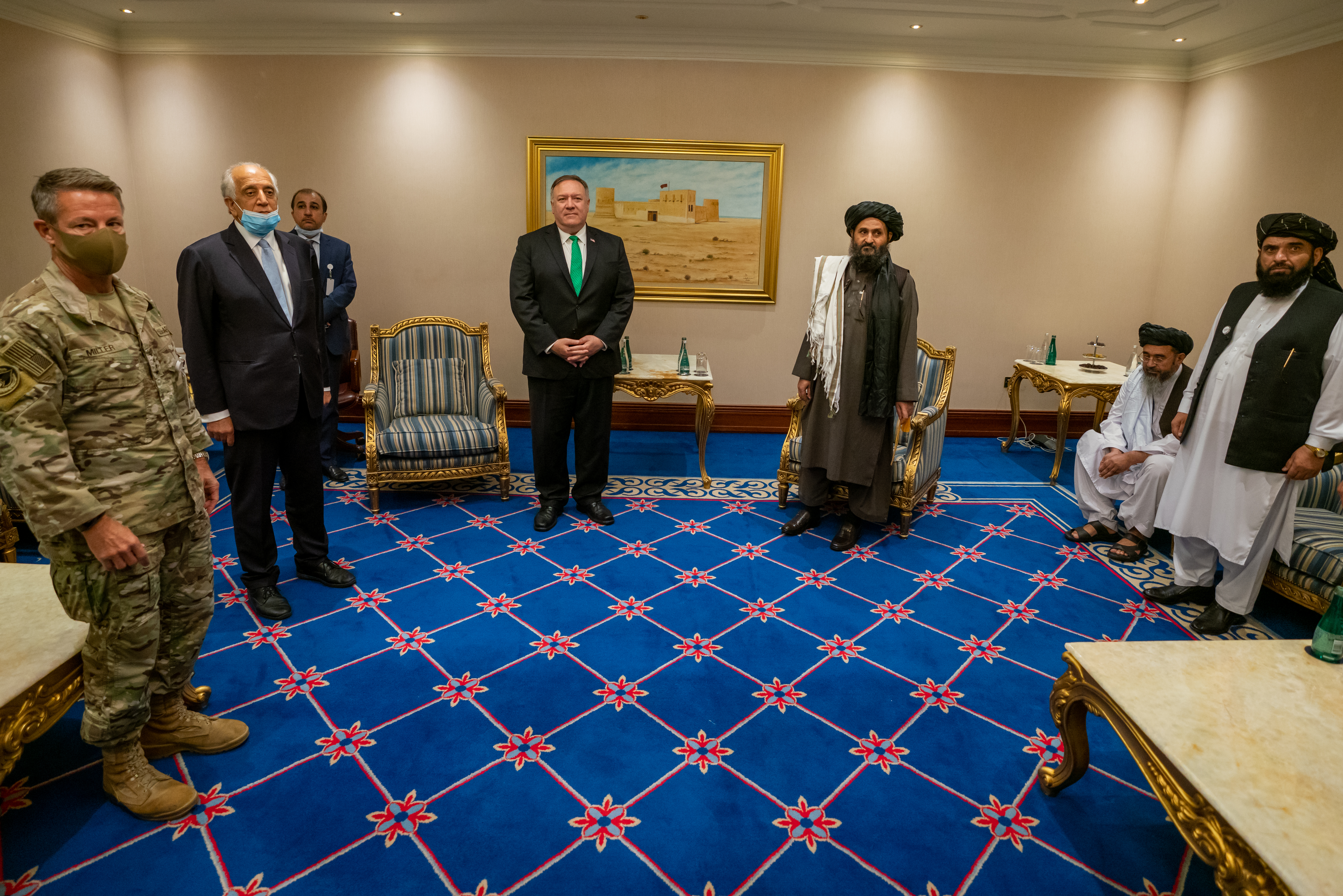
سهیل شاهین (آخری در راست) در دیدار با زلمی خلیل‌زاد (دومی از چپ) نماینده آمریکا و وزیر امور خارجه مایک پومپئو (چهارمی از چپ), در حال همراهی عبدالغنی برادر و عبدالحکیم شرعی (پنجمی و ششمی از چپ)

## اوایل زندگی
سهیل در استان پکتیا در افغانستان متولد شد. او در پاکستان و در دانشگاه بین‌المللی اسلامی در اسلام‌آباد تحصیل‌کرده و به زبان انگلیسی و اردو مطالبی نوشته‌است. سهیل همچنین به عنوان معاون سفیر در سفارت افغانستان در پاکستان خدمت کرده‌است. سهیل در دانشگاه بین‌المللی اسلامی اسلام‌آباد و دانشگاه کابل تحصیل کرده‌است.